# Cyprinella trichroistia
Cyprinella trichroistia är en fiskart som först beskrevs av David Starr Jordan & Charles Henry Gilbert, 1878.  Cyprinella trichroistia ingår i släktet Cyprinella och familjen karpfiskar. Inga underarter finns listade i Catalogue of Life.